# Sint-Pauluskerk (Antwerpen)

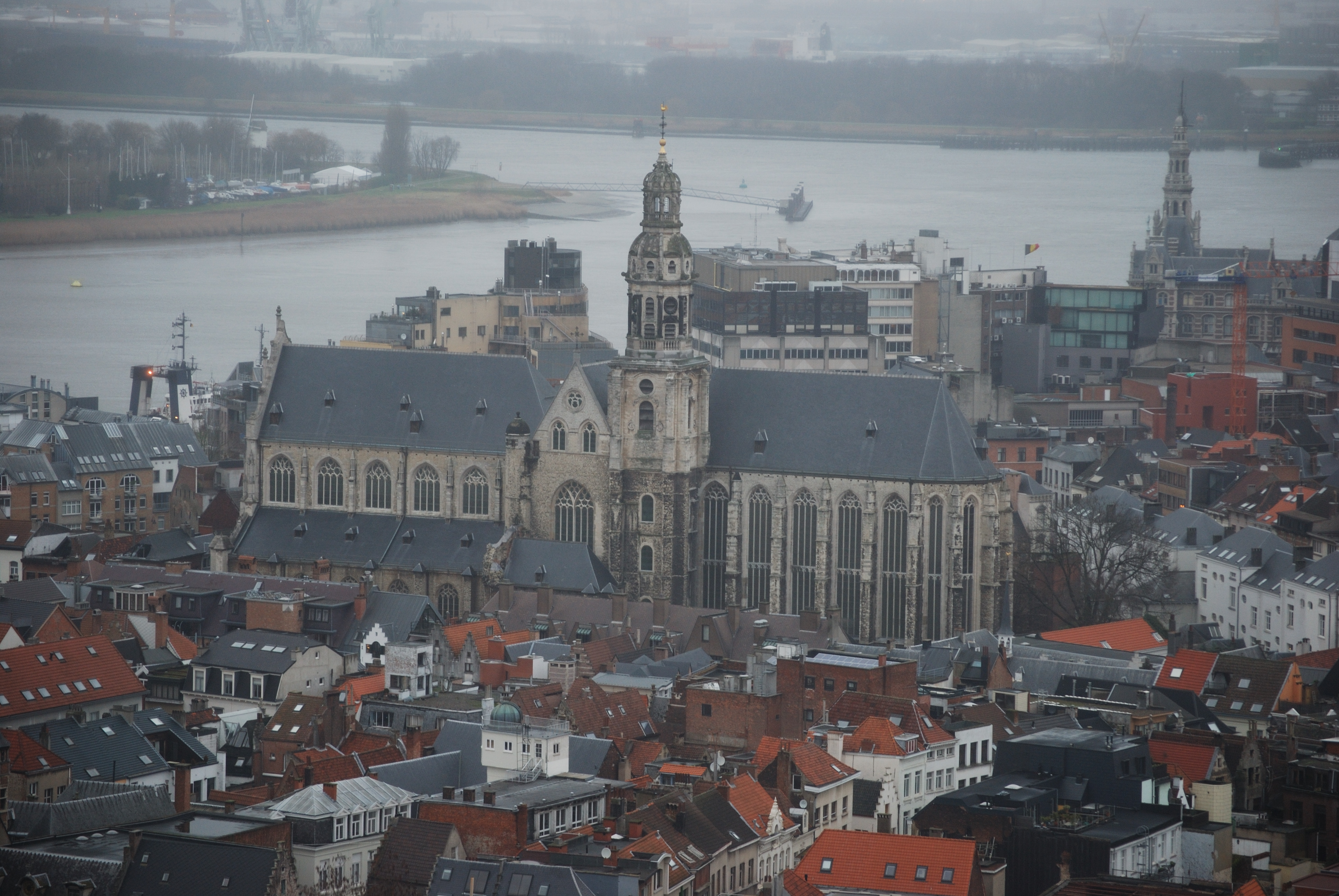
De Sint-Pauluskerk bevindt zich vlak bij de Schelde, in het noorden van het oude stadscentrum

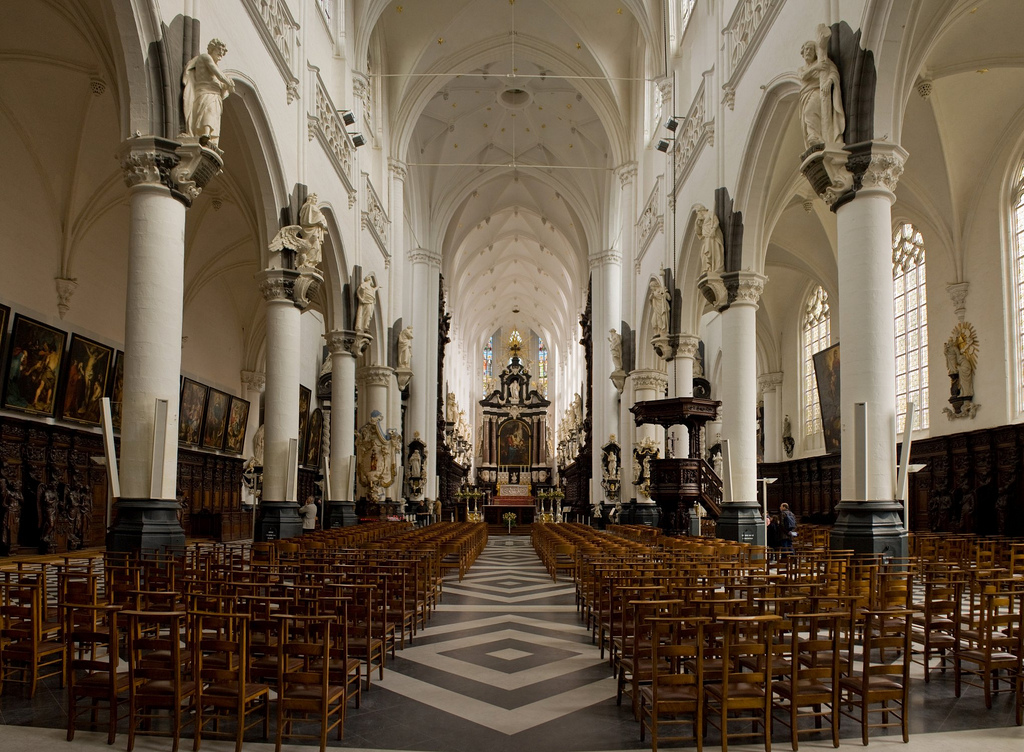
Binnenaanzicht van de Sint-Pauluskerk richting hoofdaltaar

De Sint-Pauluskerk is een laatgotische kerk aan de Veemarkt te Antwerpen, in het hart van het Schipperskwartier. De kerk heeft na een bewogen geschiedenis een bijzonder waardevol kunstpatrimonium. Ze is toegewijd aan de apostel Paulus en hangt af van het bisdom Antwerpen.

## Geschiedenis

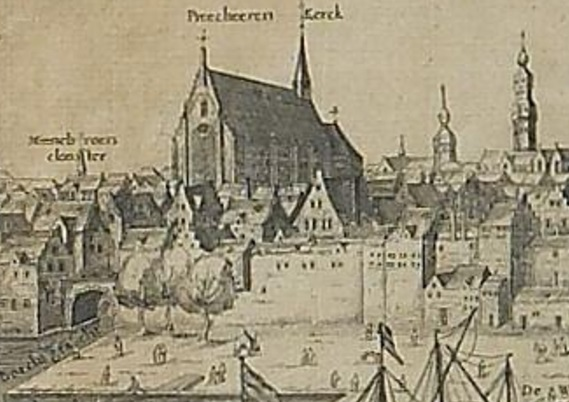
De Predikheren/Sint-Pauluskerk in het begin van de 17e eeuw

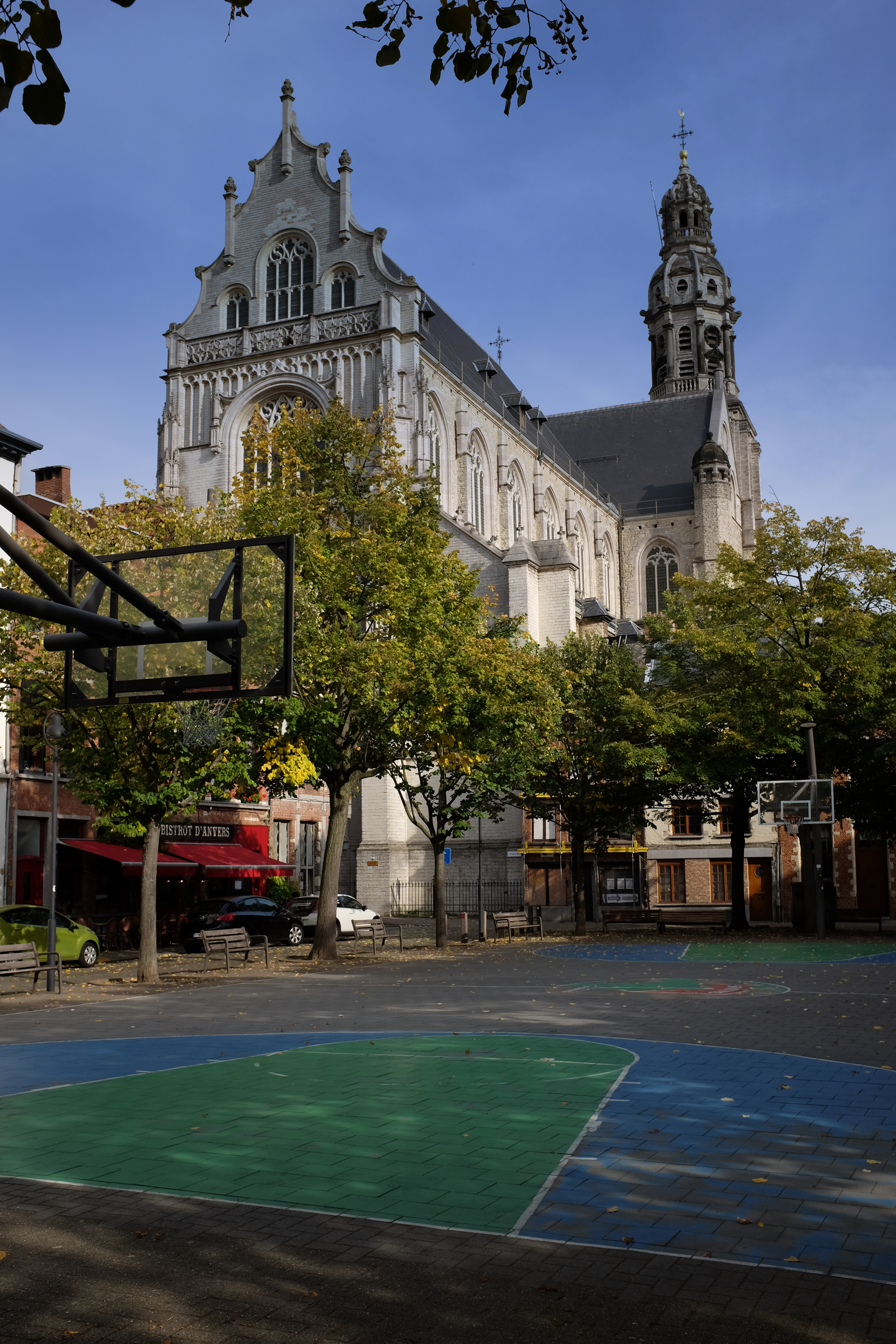
De kerk gezien vanop de Veemarkt (2016)

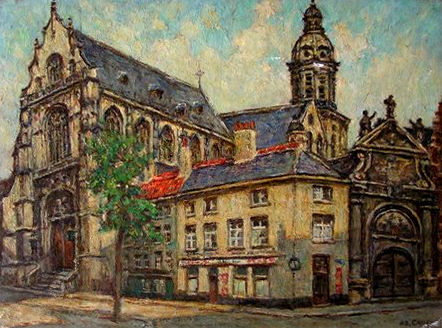
De Sint-Pauluskerk geschilderd door de Antwerpse kunstschilder Adolf Croes (1898-1979)

De Antwerpse Sint-Pauluskerk ligt in het oude stadscentrum, op een steenworp van de rivier de Schelde, in de stadswijk waar vroeger de zeelui woonden. De kerk is in de 16e eeuw gebouwd als dominicaner kloosterkerk. Ze verving vanaf 1517 een gebouw dat in 1276 was ingewijd door Albertus Magnus. Ze was een intellectueel centrum van aanzienlijk belang en een plaats vanwaar predikheren werden uitgezonden naar het voornamelijk protestantse Noord-Europa.
Domien de Waghemakere en Rombout de Drijvere zijn de vermoedelijke architecten van de laatgotische kerk. De voorgevel vertoont renaissancekenmerken. Na een brand in 1679 werd een barokke toren toegevoegd. Het interieur is eveneens voor het grootste deel in barokke stijl. Tussen 1699 en 1747 werd naast de Sint-Pauluskerk een Calvarieberg opgericht als "levend theater", in een tuin versierd met talrijke beelden op sokkels langs een pad dat tot de heuvel leidt waar het kruis is geplaatst.
Na de gedwongen sluiting van het klooster door de Fransen in 1796 werd de kerk door de stad aangekocht en bestemd als parochiekerk.
In 1968 werd de kerk door brand zwaar beschadigd. Omwonenden, voor een groot deel parochianen, vormden een mensenketting en wisten een groot deel van de kunstwerken in de nacht uit het interieur te redden. Schilderijen werden met messen uit hun kaders gesneden. De restauratie van de kerk liet hierna lang op zich wachten; pas na twintig jaar kreeg het gebouw weer een dak. Het had een gebinte uit gewapend beton omwille van brandbestendigheid.

## Kunst- en liturgisch patrimonium
In de kerk is de schilderijenreeks Vijftien mysteries van de Rozenkrans te zien. Het rozenkransgebed biedt ongeletterden uit de 17e eeuw een leidraad om de belangrijkste passages uit het leven van Jezus en Maria te overwegen. Ze staan in een vaste volgorde: vijf blijde mysteries, vervolgens vijf droeve en ten slotte vijf glorierijke mysteries. De blijde mysteries tonen Maria als aanstaande en jonge moeder: de boodschap aan Maria, het bezoek van Maria aan Elisabeth, de geboorte van Jezus, de opdracht van Jezus in de tempel en het terugvinden van Jezus in Jeruzalem. De reeks kwam tot stand dankzij de financiële steun van o.a. vermogende burgers en familieleden van de paters van het klooster. Het betreft originele olieverfwerken op houten panelen uit het begin van de 17de eeuw.
De Antwerpse School is vertegenwoordigd door grote meesters als Peter Paul Rubens (Disputa van het Heilig Sacrament (Vlaamse Meesters in Situ) en De Geseling van Christus) , Jacob Jordaens, Antoon van Dyck (De kruisdraging van Christus) en Cornelis de Vos. De Aanbidding der herders, van omstreeks 1609, zou een van de eerste werken zijn die Rubens na zijn terugkeer uit Italië in Antwerpen schilderde.
Het marmeren hoogaltaar werd, in opdracht van bisschop Marius Ambrosius Capello, ontworpen door Frans Van Sterbeeck en uitgevoerd door vader en zoon Pieter Verbruggen (I) en Pieter Verbruggen (II). Het altaar van de Heilige Rozenkrans bevat een kopie van Caravaggio's Rozenkransmadonna. Het origineel werd opgeëist door Keizer Jozef II van Oostenrijk en is thans te bezichtigen in het Kunsthistorisches Museum van Wenen. De kopie (zie afbeelding) werd vervaardigd door Bernardus de Quertenmont, toenmalig directeur van de Koninklijke Academie voor Schone Kunsten van Antwerpen. Ook de Franse revolutionnairen roofden kunst uit de rijk bedeelde kerk in het kader van hun confiscatiepolitiek. Een werk van Rubens (Het groot Visioen van Sint-Dominicus) hangt daardoor in het Musée des Beaux-Arts van Lyon en een werk van Theodoor Boeyermans (De marteldood van Sint-Paulus) in de Église de la Madeleine van Aix-en-Provence.

## Sint-Paulusvrienden Antwerpen
De Sint-Paulusvrienden Antwerpen zijn een vereniging van vrijwilligers die, voornamelijk in de periode van 1982 tot 2008, een substantiële bijdrage geleverd hebben tot herstel, behoud en promotie van de Antwerpse Sint-Pauluskerk, nadat die in april 1968 door een brand zwaar beschadigd werd en herstel en restauratie slechts langzaam verliepen. In 1999 kreeg Raymond Sirjacobs, afgevaardigd bestuurder en drijvende kracht achter de vereniging van 1982 tot 2008, de Stadsmedaille van de stad Antwerpen, uit erkentelijkheid voor zijn bijdrage, samen met de Sint-Paulusvrienden, aan de restauratie van de Sint-Pauluskerk.
Een andere kerk in de Antwerpse schippers- of Sint-Paulusparochie is het Kerkschip Sint-Jozef aan kaai 25A in het Houtdok.

## Galerij

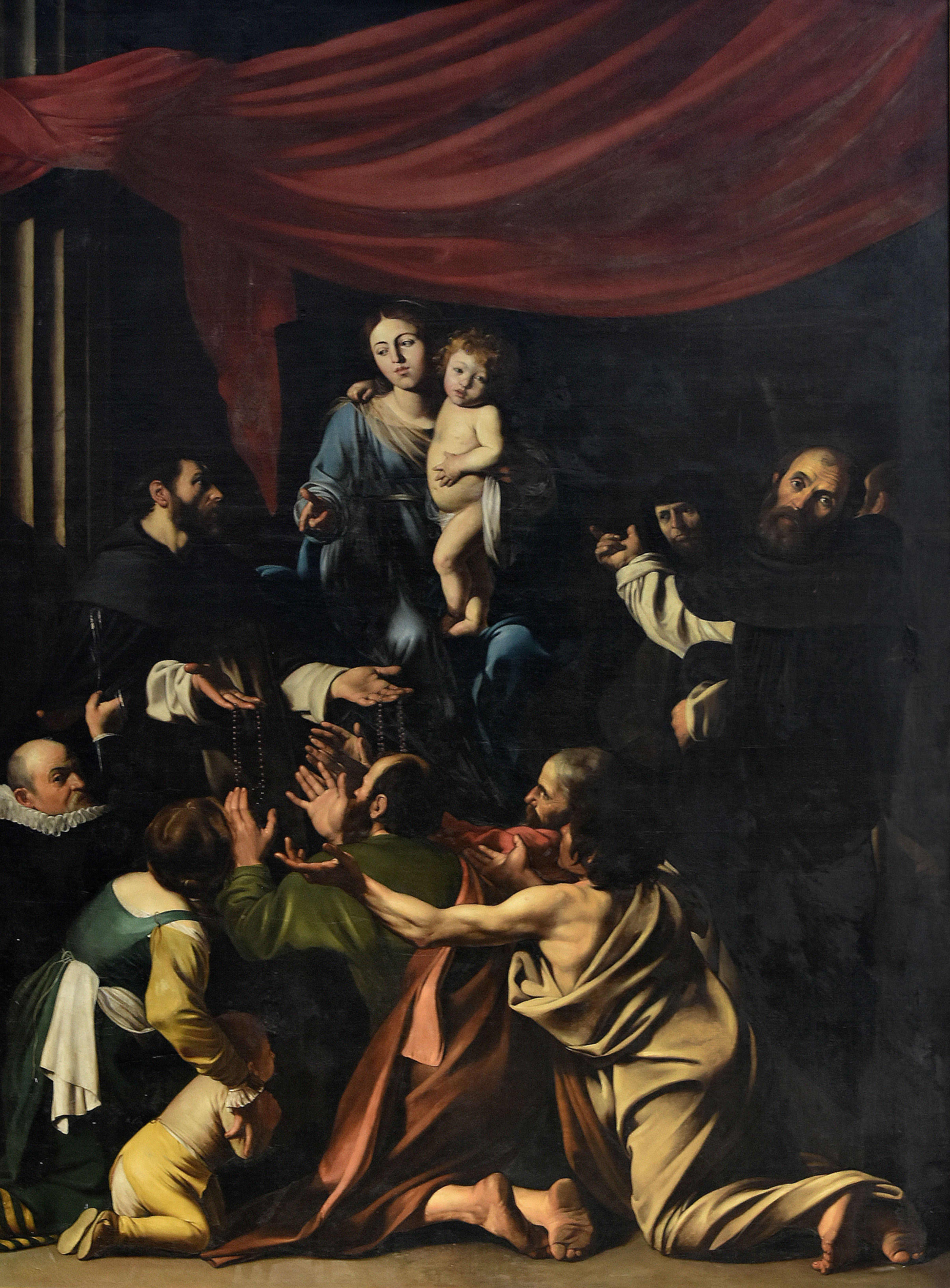
Onze-Lieve-Vrouw van de rozenkrans van Bernardus De Quertenmont
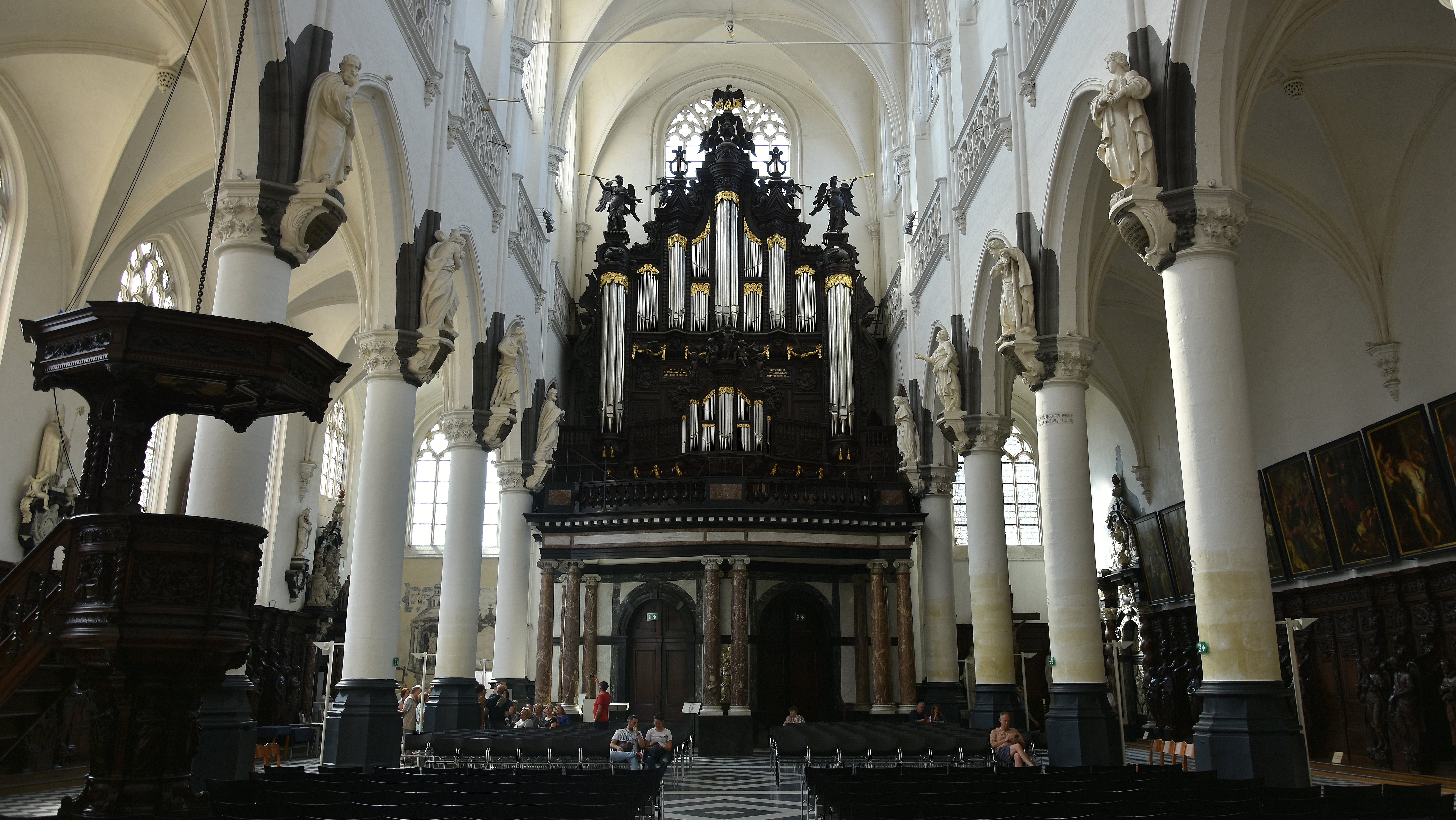
Orgel door Nicolaas van Hagen, Jean-Baptiste Forceville, Jean-Joseph Delhaye
Rosa van Lima, beeldengroep door Artus Quellinus de Jonge
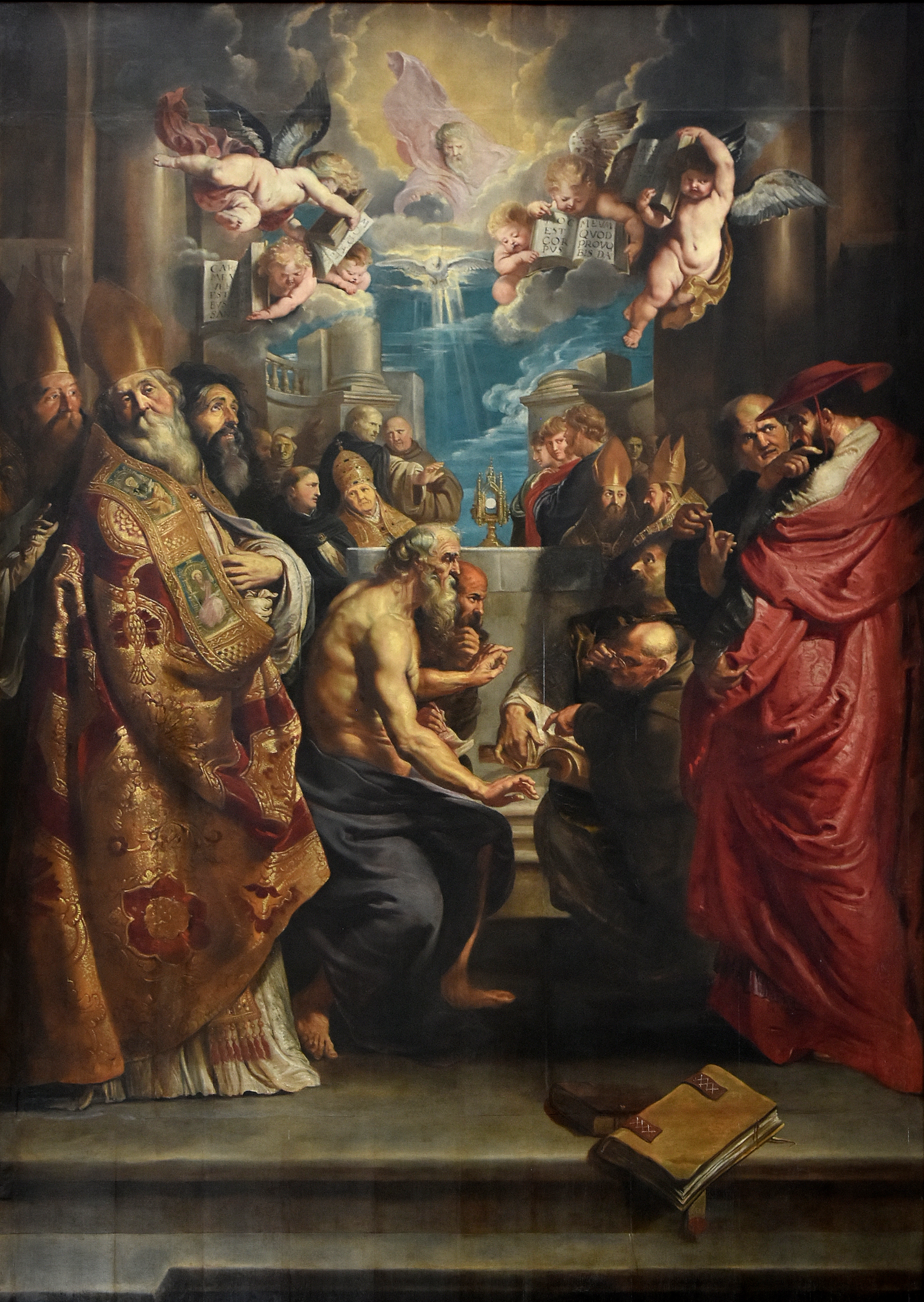
Het dispuut door Peter Paul Rubens
De Geseling van Christus, schilderij op paneel door Peter Paul Rubens
De Kruisdraging van Christus, schilderij op paneel door Antoon van Dyck
Kruisdood van Jezus, schilderij op paneel door Jacob Jordaens
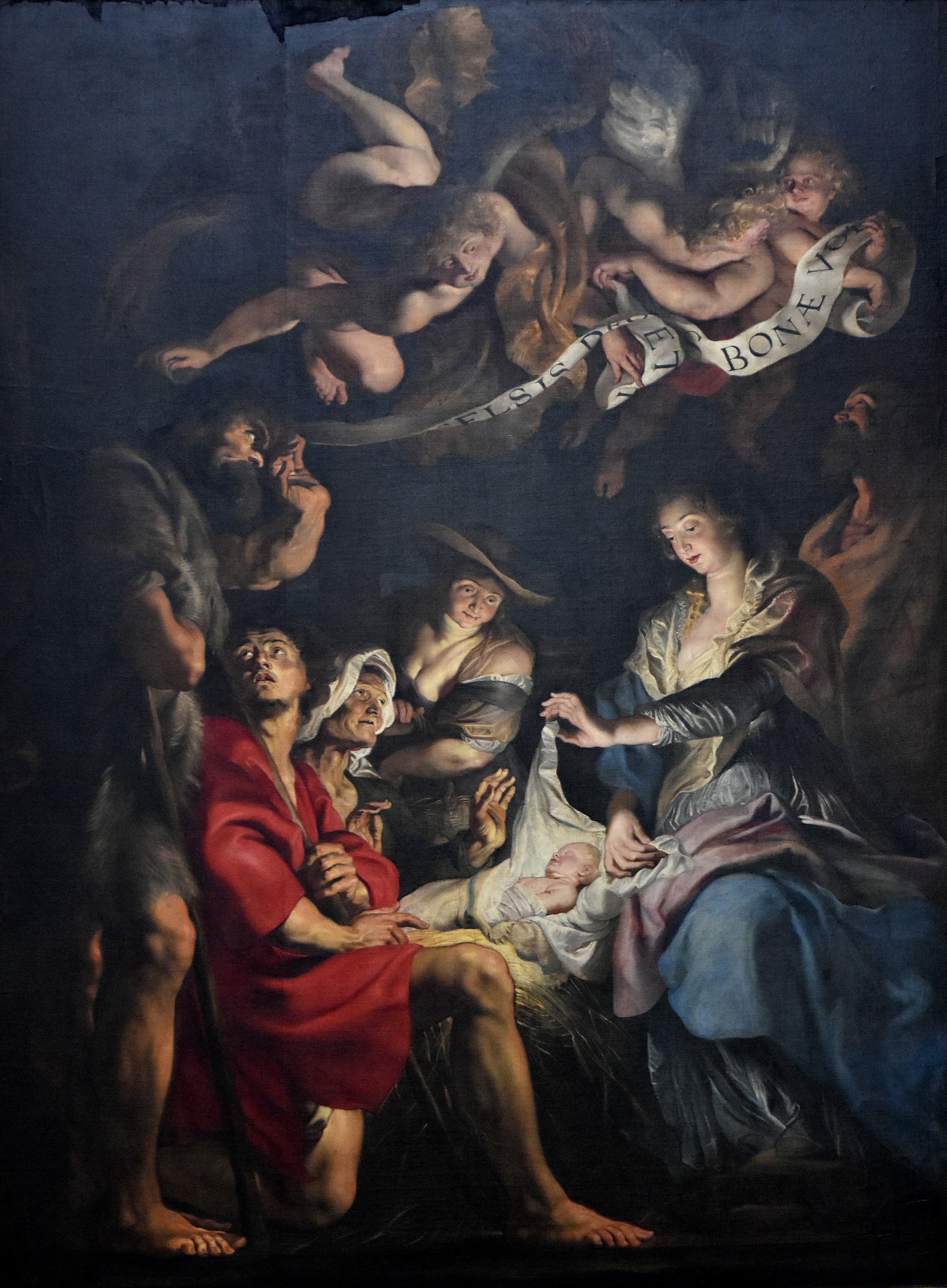
De aanbidding der herders door Peter Paul Rubens
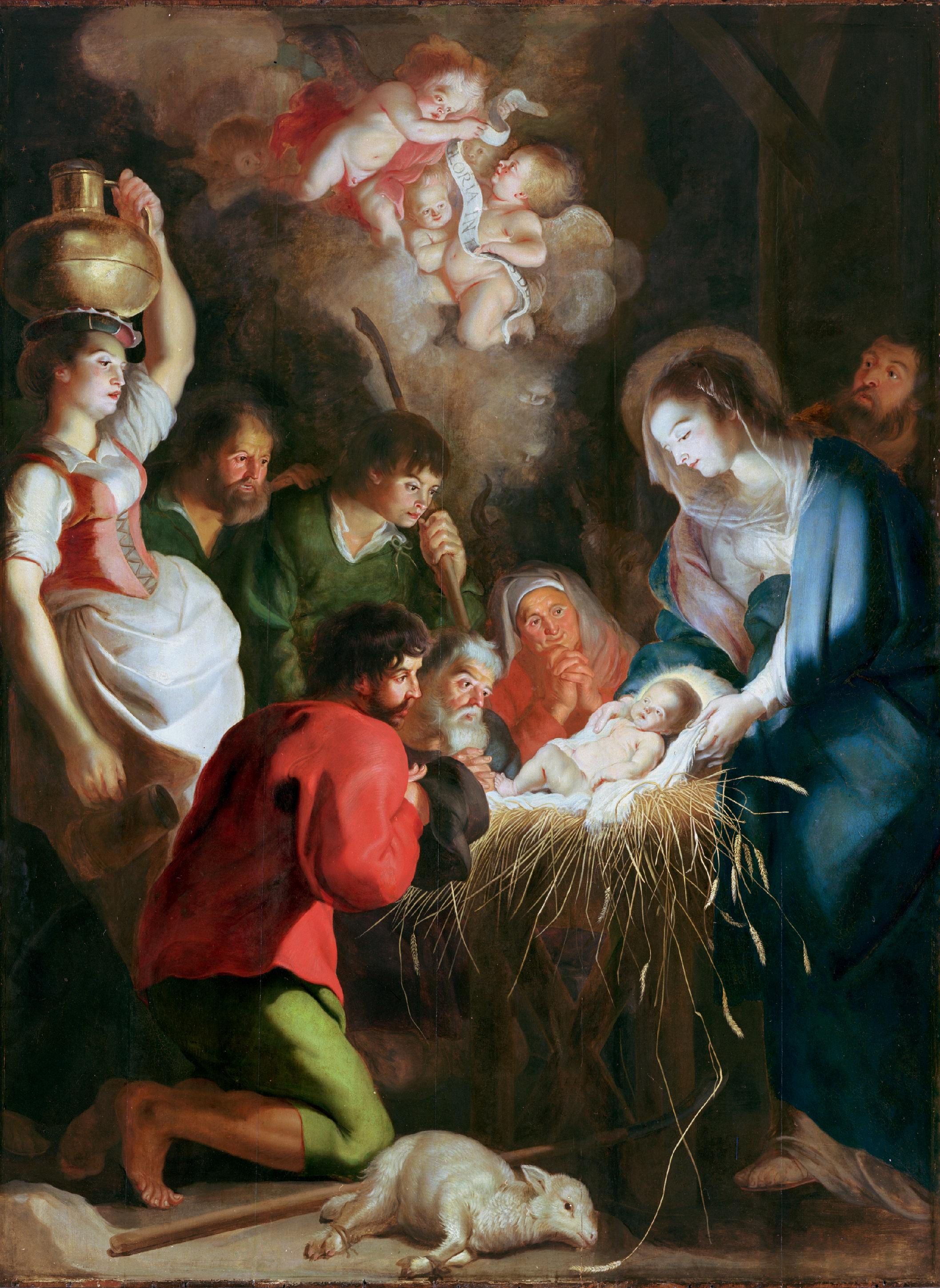
De aanbidding der herders, schilderij op paneel door Cornelis de Vos
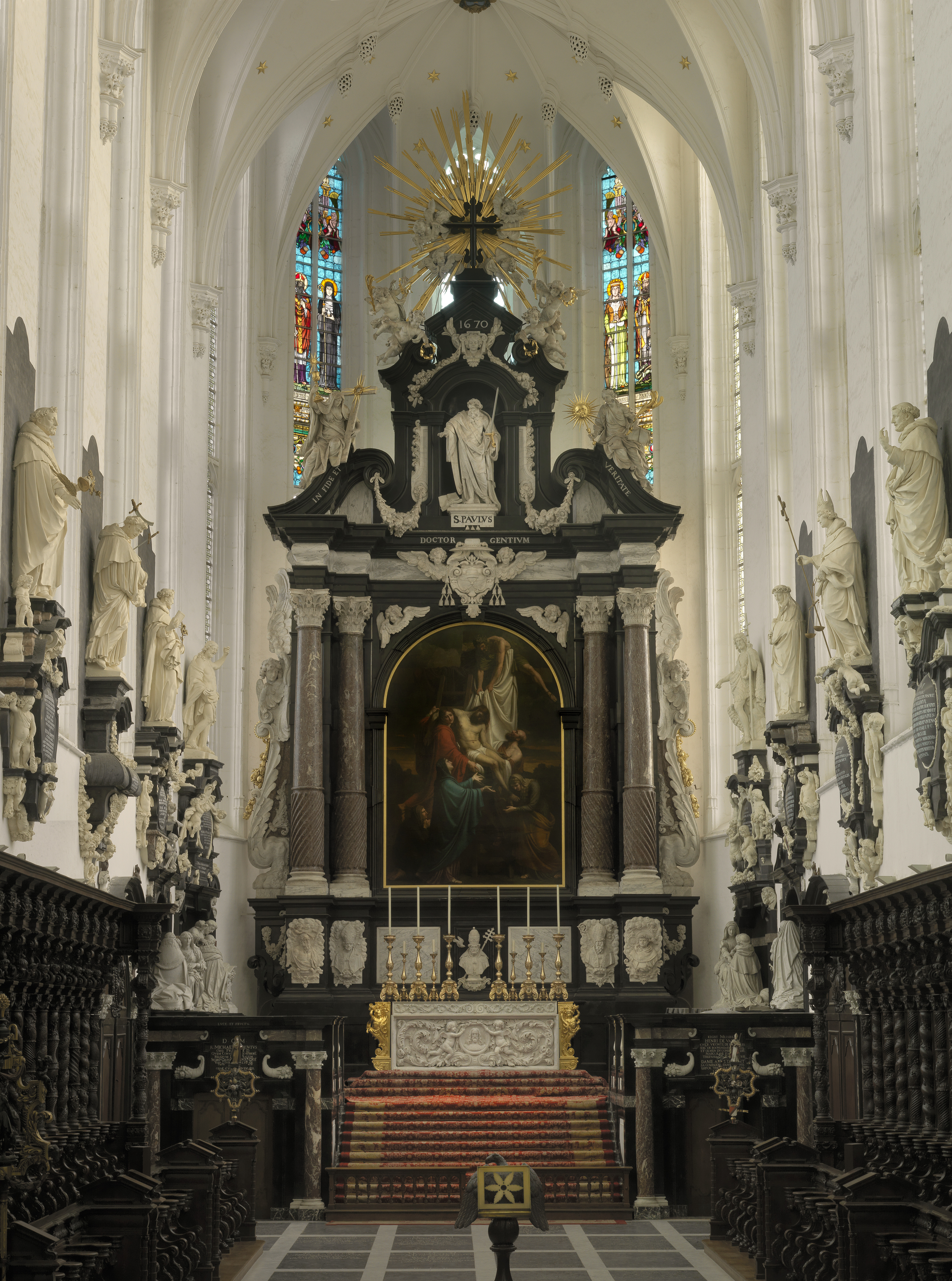
Hoogaltaar door Frans Van Sterbeeck en Pieter Verbruggen (II)